# Hydraena kurdistanica
Hydraena kurdistanica är en skalbaggsart som beskrevs av Manfred A. Jäch 1988. Hydraena kurdistanica ingår i släktet Hydraena och familjen vattenbrynsbaggar. Inga underarter finns listade i Catalogue of Life.